# Heliococcus myopori
Heliococcus myopori är en insektsart som beskrevs av Kawai 1973. Heliococcus myopori ingår i släktet Heliococcus och familjen ullsköldlöss. Inga underarter finns listade i Catalogue of Life.